# Курашов, Владимир Игнатьевич
Владимир Игнатьевич Курашов (род. 1 декабря 1951, г. Казань) — российский философ, специалист в области онтологии и теории познания, антропологии, философии и методологии науки и техники, истории и философии химии и медицины, философии искусства.

## Биография
Двоюродный брат министра здравоохранения СССР Сергея Курашова. В 1969 году окончил физико-математическую школу № 131 при Казанском государственном университете, в 1974 году — физический факультет того же университета по специальности «Радиофизика и электроника».
С 1974 года работает в КНИТУ. Кандидат химических наук (1980), доктор философских наук (1993), профессор. С 1995 по 2024 годы — заведующий кафедрой философии и истории науки КНИТУ, с 1 марта 2024 года — профессор кафедры философии науки и социальной работы, советник при ректорате. По совместительству — профессор Казанской государственной медицинской академии, Казанской государственной консерватории, Казанского научного центра РАН.
Автор 280 научных статей, монографий и учебных пособий.

## Научный вклад
В сфере научных интересов Курашова — как общие вопросы философии, так и проблематика её отдельных разделов и прикладные аспекты.
Так, он исследовал вопросы эсхатологии в связи с экологией, провёл философский анализ экологической проблемы во взаимосвязях эсхатологии и экологии, естествознания и этики, выявив ряд факторов («природные естественные; природные антропогенные; духовные антропогенные; социальные естественные»), которые могут привести к концу человечества.
В области философии науки ввел понятие «внутринаучная идеология», в ключе которого им были раскрыты пути становления научных знаний: «физическая идеология в химии», «биологическая идеология в химии», «физико-химическая идеология в биологии», «математическая идеология в химии» и др..
В области гносеологии и науковедения исследовал трансдисциплинарные процессы передачи, трансформации и модификации научных знаний. Сформулировал концепцию дисциплины «гносеодинамика», предметом которой являются переходы готовых знаний как в актуальных процессах взаимодействия знаний (в горизонтах науки какого-то одного времени), так и в исторических взаимосвязях областей науки, связанных временными этапами. Главная особенность гносеодинамики – то, что её предметом является движение уже сложившихся в процессе познания природы знаний. Также провел цикл исследований областей и типов взаимосвязей научных, философских и религиозных учений.
Им выделено четыре рода свойств объектов научного познания: субцелостные, целостные, метацелостные и ad hoc целостные.
В области истории науки В. И. Курашов провел историко-философский анализ взаимодействия химии с другими областями естествознания (физикой, биологией, геологией) и математикой в перспективе от алхимии до супрамолекулярной химии, нанохимии и нанотехнологии. Особенностью исследовательского подхода Курашова является использование общеметодологических принципов редукции, целостности и контрредукции (которую учёный понимает как постижение высших, или метацелостных, свойств объектов при исследовании их как элементов более высокоорганизованных систем, в том числе и как элементов эволюционирующих природных систем)..
Он исследовал влияние математики на становление естествознания, выделив пять его  фаз: появление «математической идеологии» без использования конкретного математического аппарата; построение разделов конкретного знания под влиянием идеалов математики; применение математики для интерпретации каких-либо процессов, но без вычислительных операций; математическое моделирование объектов с аналитическим и/или численным решением математических задач; формализация содержательного знания с применением логико-математического аппарата и компьютерной техники.
В области антропологии ввёл понятие «антропологическая соразмерность» (приемлемость для человека условий его телесного, интеллектуального, творческого и духовного существования) и разработал концепцию познавательного подхода на его основе  .
В области истории культуры внёс вклад в исследование и сохранение историко-культурного наследия России, создав серию научных изданий с фотографиями  деревянной архитектуры Казани  и представлению Казани в изобразительном искусстве .

## Научные и научно-популярные труды

### Основные публикации
- Курашов В. И., Соловьёв Ю. И. О проблеме «сведения» химии к физике / Вопросы философии, 1984, № 6. с. 89−98.
- Соловьев Ю. И., Курашов В. И. Взаимодействие химии и биологии в ходе их исторического развития // Вестник АН СССР, 1986, №1,С.127—135
- Курашов В. И. Prima Elementa научного познания: методология науки и концепции естествознания: Учебн. пособие, КГТУ,1988 — 160 с.
- Соловьев Ю. И., Курашов В. И. Химия на перекрестке наук: Исторический процесс развития взаимодействия естественнонаучных знаний. — М.: Наука, 1989.—192 с.
- Kurashov V. I. The Methodological principle of counterreduction as applied to the investigation of the evolution of matter in the Universe and the problem of the origin of life // Third International Congress on Cosmic Space and Philosophy (Metilene, Greece). — Athens: The International Association "Cosmos and Philosophy", 1991. — (pages are not numbered: authors in alphabetical order).
- Kurashov V. I. The Principle of Counterreduction // Book of Abstracts of the XIX World Congress of Philosophy. — Moscow: Russian Academy of Sciences 1993.- V. 1. Section 3.
- Kurashov V. I. The Possibilities and Limitations of Scientific Knowledge: Old problems and new view from the principle of counterreduction // Epistemological Problems of Science. — Moscow: Institute of Philosophy Russian Academy of Sciences, 1993. — P. 77—79
- Курашов В. И. Биотехнология: Учебн. пособие, КГТУ, Казань, 1994 — 136 с.
- Курашов В. И. Познание природы в интеллектуальных коллизиях научных знаний — М.: Наука, 1995 — 283 с.
- Курашов В. И. Экология и эсхатология / Вопросы философии, 1995, № 3. с. 29—36.
- Kurashov V. I. Ecology and Eschatology // Russian Studies in Philosophy, Winter 1998—99.-Vol. 37, № 3. — P. 8—19.
- Kurashov V. I. Ecology and General Eschatology // Society for Russian Religious Philosophy. Philadelphia (U.S.A.) Ed. M. Sergeev. Newsletter N3, 1996, p. 6—13.
- Курашов В. И. Формальная логика: её взаимосвязи с философией и методологией науки и методологические проблемы возможностей и пределов формально-логических подходов в научном познании // Логика. — Казань: Казанский гос. Технологический университет, 1996. — С. 41—53.
- Курашов В. И. Нация в общечеловеческом и российском измерениях. — Казань: КГТУ, 1999. — 30 с.
- Курашов В.И. Философия и российская ментальность. — Казань: КГТУ: 1999. — 300 с.
- Дьяконов С.Г., Курашов В.И. «Технологический университет» — феномен XXI века // Высшее образование в России, № 5, 2001. С. 31—34.
- Курашов В. И. Философские и житейские максимы и мудрости — Казань: КГТУ, 2001. — 20 с.
- Курашов В. И. Философия: Человек и смысл его жизни — Казань: КГТУ, 2001. — 351 с.
- Курашов В. И. Философия: познание мира и феномены технологии — Казань: КГТУ, 2001. — 327 с.
- Курашов В. И., Дьяконов С. Г. «Технологический университет» — феномен XXI века / Высшее образование в России, № 5, 2001, с. 31—34.
- Курашов В. И. Взаимосвязь философских, научных и религиозных учений в системе знаний о природе и человеке // Взаимодействие науки, философии и религии на рубеже тысячелетий: прошлое, настоящее и будущее: Материалы XII Международного конгресса (27—30 октября 2002 г.). Санкт-Петербург: СПбМТУ. 2002. С.70—78.
- Курашов В. И. Научно-философские проблемы доказательства бытия Бога и обоснования морали // Православный собеседник. Издание Казанской Духовной семинарии. Казань, 2003. Вып. 1(4). С. 52—64
- Курашов В. И. Философские смыслы и русская ментальность в русской волшебной сказке // Журнал практического психолога, №5, 2004. — С.86—103.
- Курашов В. И. Счастье с философской, христианской и фольклорной точек зрения // Православный собеседник: Альманах Казанской Духовной Семинарии. Вып. 1(11)—2006. Ч.1. Казань: Казан. духов. семинария, 2005. — С.13—45.
- Курашов В. И. Уроки Н.И.Лобачевского // Высшее образование в России, № 5, 2005. С.124—126
- Курашов В. И. «Русская идея»: философская и культурологическая точки зрения // Вестник Российского философского общества, №3(39), 2006. — С.125—128.
- Курашов В. И. История философского образования и концепция хорошего учебника // «Учебник философии»: Материалы Всероссийской научно-методической конференции (Казань, 2—3 марта 2006 г.) — Казань: КГТУ, 2006. С.7—17.
- Курашов В. И. Школа философствования — это то, чего нет, но что обязательно должно быть в хорошем учебнике философии // «Учебник философии»: Материалы Всероссийской научно-методической конференции (Казань, 1—2 2007 г.) — Казань: Изд-во Казан. гос. технол. ун-та, 2007. С. 8—14.
- Курашов В. И Начала философии — М.: КДУ, 2007 — 344 с.
- Курашов В. И Начала прагматической антропологии — М.: КДУ, 2007 — 304 с.
- Курашов В. И. Начала философии науки. — М: КДУ, 2007. — 448 с.
- Курашов В. И. Теоретическая и практическая философия в кратчайшем изложении — Москва, КДУ, 2007 — 131 с.
- Курашов В. И Химия с историко-философской точки зрения. — Казань: Изд-во Казан. гос. технол. ун-та, 2008 — 524 с.
- Курашов В. И. Концепция антропологической соразмерности // Антропологическая соразмерность: материалы Всероссийской научной конференции. — Казань: Изд-во Казан. гос.технол.ун-та, 2009. С.3—12.
- Курашов В. И. Архитектура России. Казань деревянная: альбом / сост. проф. Курашов В. И. — М.: Книжный дом Университет, 2009 — 224 с.
- Курашов В. И. Философские максимы христианина
- Курашов В.И История и философия химии — М.: КДУ, 2009 — 608 с.
- Курашов В.И. Взаимосвязи логики и методологии науки в историческом контексте // История и философия науки: избранные главы. Учебное пособие. — Казань: Казанская государственная медицинская академия, 2010. С.6—47.
- Курашов В. И. Креационизм и эволюционизм: методологический анализ противостояния — Казань, Отечество, 2010 — 55 с.
- Курашов В. И. Прогрессирующие проблемы современной культуры с точки зрения принципов антропологической соразмерности // Антропологическая соразмерность: 2-я Всероссийская научная конференция: тезисы докладов. — Казань: Изд-во Казан. гос.технол.ун-та, 2010. С.3—4.
- Архитектура России. Казань деревянная / сост. В. И. Курашов— Москва, КДУ, 2010 — 544 с.
- Курашов В. И. Концепция антропологической соразмерности // Антропологическая соразмерность: сборник научных трудов /отв. Ред. В. И. Курашов. — Казань: Казан. нац. исслед. технол. Ун-т, 2011. — С.9—28.
- Антропологическая соразмерность: сборник научных трудов / отв. ред. В. И. Курашов; М-во образ. и науки России. Казан. нац. исслед. технол. ун-т. — Казань, 2011. — 304 с.
- Курашов В. И. Взаимосвязи науки, логики, методологии науки и теологии: этап зарождения // Вестник КГТУ им. А. Н. Туполева, 2011, № 3. С.131—136.
- Курашов В. И. Художественные работы и философские афоризмы: 7 + 7 и далее со всеми остановками. — Казань: Казан. ун-т, 2011. — 42 с.
- Курашов В. И. Философия: избранные главы. Учебное пособие для православных духовных учебных заведений. — Казань: Казанская духовная семинария, 2011. — 248 с.
- Курашов В. И. Философия образования и принципы воспитания интеллектуалов нашего времени // Вестник Казанского технологического университета: Т. 1., № 4. — Казань: КНИТУ, 2012. — С. 159—165.
- Курашов В. И. История и принципы философии музыки // Ученые записки Казанского университета. Серия Гуманитарные науки, 2012. Т. 154, кн. 1. — С.103—129.
- Курашов В. И. История и философия медицины в контексте проблем антропологии — Москва, КДУ, 2012. — 368 с.

Курашов В. И. Типичные методологические ошибки при рассмотрении взаимосвязи религиозных и научно-философских учений // Вестник Российского философского общества № 2 (66), 2013. - С.157—158.
- Курашов В. И. Экология и эсхатология: проблемы совокупного риска телесных, душевных и духовных заболеваний // Сборник материалов XV конференции «Наука. Философия. Религия»: Проблемы экологии и кризис ценностей современной техногенной цивилизации (г. Дубна, 25—26 октября 2012 г.) — М.: Фонд Андрея Первозванного, 2013. — С. 211—238.
- Курашов В. И. Деревянная архитектура России — принципиальный фактор формирования российской ментальности // X Конгресс этнографов и антропологов России: Тезисы докладов. Москва, 2—5 июля 2013. — С. 145.
- Курашов В. И. Сеть ветвей в оконной раме. Размышления о старой Казани и проблемах сохранения духовных ценностей отечества // Казань, № 10, 2013. — С. 8—18.
- Курашов В. И. Что есть Россия? // Развитие и экономика. № 9. 2014. С. 12—25.
- Курашов В. И. Деревянная архитектура старой Казани: альбом. — Казань, Идел-Пресс, 2015. — 560 с.
- Размышления о старой Казани: живопись и графика / сост. В. И. Курашов, М. А. Вагапов, Е. Ю. Баймяшкина. — М.: КДУ, 2015 — 252 с.
- Курашов В. И. Онтология семейных отношений и риски взаимоотношений тещи и зятя, свекрови и снохи и других близких родственников // Журнал практического психолога. — 2015. — № 6. — С. 153–159.
- Философия дверной ручки: образно-символическое представление повседневности в философии, поэзии, живописи, фотографии, и синтетическом искусстве / Автор проекта и составитель В.И. Курашов — Казань: «Идел-Пресс», 2016. — 112 с.
- Курашов В. И. Слово в защиту неслухов. Три эпохи детского городского досуга и конец истории детской городской субкультуры // Казань, № 11, 2016. — С.18—27.
- Старая Казань в творчестве поэтов и художников. 107 поэтов и 57 художников: альбом / сост. В. И. Курашов — Казань: Татар. кн. изд-во, 2016 — 400 с.
- Курашов В. И. Теоретическая, социальная и практическая философия: учебное пособие. - М: КДУ, Университетская книга, 2016. — 450 с.
- Курашов В. И. Философское осмысление музыки в Древней Греции и раннем средневековье Вестник Академии русского балета им. А.Я. Вагановой. 2017. №5 (52). - С. 87–94.
- Курашов В. И. Области и горизонты взаимосвязей научных, философских и теологических учений: гносеологический, эпистемологический и онтологический аспекты // Известия Самарского научного центра РАН. Социальные, гуманитарные, медико-биологические науки. 2017, том 19, № 5.С. 67—71.
- Курашов В. И. Области и горизонты взаимосвязей научных, философских и теологических учений: этический, эсхатологический и психологический аспекты // Известия Самарского научного центра РАН. Социальные, гуманитарные, медико-биологические науки. 2017, том 19, № 6. С. 71—74.
- Курашов В. И. Области и горизонты взаимосвязей научных, философских и теологических учений: Мораль как проблемное поле философии и теологии // Известия Самарского научного центра РАН. Социальные, гуманитарные, медико-биологические науки. 2018, том 20, № 1. C. 52—57.
- Курашов В. И. Философские афоризмы и житейские мудрости. М.: «КДУ», «Университетская книга», 2018.- 48 c.
- Курашов В. И. Эпохальные изменения в детском досуге горожанок и горожан // Горожанки и горожане в политических, экономических и культурных процессах российской урбанизации XIV-XXI веков. Материалы Одиннадцатой международной научной конференции РАИЖИ и ИЭА РАН, 4—7 октября 2018 г. Нижний Новгород. В 2-х томах. - ИЭА РАН, 2018. Т.2. С.130—132.
- Курашов В. И. Супрамолекулярная и нанохимия: философско-методологический анализ // Философия науки и техники, 2018. Т. 23. С. 79—87.
- Курашов В. И. Области и горизонты современной химии // Технологический университет, 2018. №5. С. 11.
- Курашов В. И. История и философия химии: учебное пособие. 2-е изд., испр. — М.: КДУ, 2018. — 434 с.
- Курашов В. И. Философские идеи в сочинениях русских писателей и народных сказках. — М: КДУ, Университетская книга, 2020 - 178 с.
- Курашов В. И. Супрамолекулярная и нанохимия: философско-методологический анализ // Философия науки и техники, 2018. Т.23. С.79-87.
- Курашов В. И. История и философия химии. М.: КДУ, 2019. 434 с.
- Курашов В. И. Философские идеи в сочинениях русских писателей и народных сказках: учебное пособие. М.: КДУ, «Университетская книга»,

2020. 178 с.
- Курашов В. И. Познание природы во взаимодействии научных знаний. М.: КДУ, Университетская книга, 2021. 354 с.

### Видеолекции
- Курашов В. И. Современная культура и риски https://www.youtube.com/watch?v=l12e0FFB-44
- Курашов В. И. Интеллектуальная история человечества в кратчайшем изложении https://www.youtube.com/watch?v=iLA6FW0FfnM
- Курашов В. И. Принципы философии и истории науки https://www.youtube.com/watch?v=YE7cbA8_2FY
- Курашов В. И. История и философия химии https://www.youtube.com/watch?v=TpKuv_d84Nk
- Курашов В. И. Пять лекций по истории и философии химии https://www.youtube.com/watch?v=VZ5qa9hiMXU
- Курашов В. И. Как написать учебник по философии весело и быстро https://www.youtube.com/watch?v=WznoNXpd96g
- Курашов В. И. Супрамолекулярная и нанохимия с технологической и философско-методологической точек зрения http://iphras.ru/24_26_17.htm (доклад В. И. Курашова начинается с отметки 3 часа 49 мин от начала видеозаписи)
- Счастье — один вопрос и множество ответов. Доклад доктора философских наук Владимира Курашова о состоянии счастья с философской, религиозной и житейской точек зрения на конференции «Биопсихосоциодуховная концепция счастья в психотерапевтической практике» (Казань 2020) https://www.youtube.com/watch?v=auobw9038uk
- Курашов В. И. Антропологическая соразмерность: идея и её развитие. https://www.youtube.com/watch?v=3r-AQ2kGPzo

### Выступления и беседы на ТВ
- О сохранении деревянной архитектуры и российской культуре https://www.youtube.com/watch?v=u7ge1wcp8xe
- О книге года «Старая Казань в творчестве поэтов и художников» https://youtube.com/gbnsm2vza7q (недоступная+ссылка)

### Публикации на веб-порталах
- Курашов В. И. О любви к Родине, патриотизме и национализме http://ruskline.ru/analitika/2016/08/12/o_lyubvi_k_rodine_patriotizme_i_nacionalizme/
- Курашов В. И. Основы стабильности российской государственности http://pravoslavnye.ru/analitika/2016/08/18/osnovy_stabilnosti_rossijskoj_gosudarstvennosti/
- Курашов В. И. Основы светской этики: базовые понятия https://studydoc.ru/doc/4193046/«osnovy-svetskoj-e-tiki»—bazovye-ponyatiya-vladimir-kurashov-
- Курашов В. И. История и логика взаимосвязи науки, философии и теологии http://www.orthedu.ru/veraiznan/12994-istoriya-i-logika-vzaimosvyazi-nauki-filosofii-i-teologii.html
- Курашов В. И. Научно-философские проблемы доказательства бытия Бога и обоснования морали http://pravoslavnye.ru/analitika/2007/04/27/nauchno-filosofskie_problemy_dokazatel_stva_bytiya_boga_i_obosnovaniya_morali/
- Курашов В. И. Тезисы об особенностях теологии в её взаимосвязях с научно-философским знанием http://volgeparhia.ru/tezisy-ob-osobennostyax-teologii-v-ee-vzaimosvyazyax-s-nauchno-filosofskim-znaniem/
- Курашов В. И. О религиозности и её разнообразии http://ruskline.ru/analitika/2016/08/30/o_religioznosti_i_ee_raznoobrazii/

### Рефераты, отзывы и рецензии
- Грэхем Л. Естествознание, философия и науки о человеческом поведении в Советском Союзе. М. 1991; Graham, Loren R. Science, Philosophy, and Human Behavior in the Soviet Union. New York: Columbia University Press, 1987
- Дмитриев И.С. Химия на перекрестке наук //Вестник АН СССР, 1991, №4, с.123—128; Science and Theology. Newsletter 13, August/Sept., 1995, p. 5; Философы России XIX-XX столетий. Биографии, идеи, труды. М.1995
- Гогин С. Российские университеты на историческом перепутье //Симбирский курьер, 1998, №144, с. 4
- Symposion. A Journal of Russian Thought, 3: 125—126, 1998
- Bazhanov V. Philosophy in post-soviet Russia (1992—1997) // Studies in East European Thought, 51: 219—241, 1999
- Г.Зайнуллина. Философствовать по-русски // Звезда Поволжья, 20—26 дек., 2001
- Идеи в России — Ideas in Russia. Leksykon rosyjsko-polsko-angielski pod redakcją Andrzeja de Lazari. Tom 5: 132—133. Łódź, 2003
- Днепровская И.В. Приглашение к сомыслию //Школа мысли. Альманах гуманитарного знания. — https://web.archive.org/web/20070806164159/http://shkola-mysli.by.ru/06%E2%80%9411.html
- Казанский университет (1804—2004). Биобиблиографический словарь. Т.2. 1905—2004 (А-М). — Казань, 2004
- Sergeev M. Philosophy and Russian Mentality //Religion in Eastern Europe/ A Quqrterly Journal, XXVI, 2 (May 2006), p. 69—70
- Татарская энциклопедия. Т.3. — Казань: Институт татарской энциклопедии, 2006. С. 531
- Бекарев А.М., Кутырев В.А. Начала философии //Вестник РФО, 2006, №2, с.208—210
- Gorokhov V. History and Philosophy of Chemistry // HYLE — International Journal for Philosophy of Chemistry. Vol. 16. No 2 (2010), pp. 121–125.
- Горохов В.Г. История и философия химии //Вопросы философии, №4, 2011. С.186—187.

## Награды
Лауреат международной премии Фонда Дж. Темплтона 1995 года за лучшую публикацию 1994-1995 в рецензируемых философских журналах (Вопросы философии, 1995, № 3).
Лауреат государственной научной стипендии для выдающихся учёных Российской Академии Наук 1997—2000 и 2000—2003 гг.
В 2002 году удостоен почётного звания Заслуженный деятель науки Республики Татарстан.
В 2007 году награждён Русской православной церковью Орденом святителя Иннокентия, Митрополита Московского и Коломенского, III степени.